# Afra di Augusta
Afra di Augusta (III secolo – Augusta, 304) è stata, secondo la tradizione, una cortigiana convertita al Cristianesimo che subì il martirio e pertanto è venerata come santa dalla Chiesa cattolica.

## Biografia
Tra le molte tradizioni agiografiche riferite alla storia di santa Afra, la più conosciuta è quella di origine carolingia, secondo la quale Afra era una prostituta giunta da Cipro ad Augusta. Qui venne convertita alla fede cristiana, insieme alla madre Ilaria, dal vescovo Narciso di Girona, che non conosceva la sua professione. Durante la persecuzione di Diocleziano, Afra assieme alla madre e alle domestiche Ligna, Eunonia ed Eutropia vennero condannate a morte in quanto cristiane.
Secondo un'altra tradizione, Afra venne uccisa sul rogo il 7 agosto del 304, su un'isola formata dal fiume Lech.

## Culto
Ad Augusta, sul luogo della sepoltura della santa sorse presto una cappella, sulla quale il vescovo di Augusta sant'Ulrico fece edificare una chiesa nel X secolo. Sul luogo attualmente sorge la Basilica dei Santi Ulrico e Afra.
Il Martirologio romano commemora santa Afra il 7 agosto.
La Chiesa ortodossa celebra santa Afra il 5 agosto.